# Le Muhr
Le Muhr var ett synthpunkpopband som bildades 2004 i Stockholm. Strax efter, i september 2004, släppte de en demo-singel med två låtar: Alla har en psykotisk vän och Allt kunde vara disco.
De släppte sitt debutalbum Generation Destruktiv 2007. 2012 släppte de ep:n Flickorna på klubben i form av en tygpåse med tillhörande nedladdningskod. 18 mars 2015 släpptes deras andra och sista album Ge mig drömmar att leva eller gift att dö. Le Muhr låg på skivbolaget Beat Butchers.
4 juni 2016 hade Le Muhr en avskedsspelning i parken Vita bergen innan bandet lades ned.
Gruppen har spelat i både TV4 nyhetsmorgon och SVT:s program Garage. 
Medlemmar var Maja Thorén, bas, (dotter till basisterna Tony Thorén i Eldkvarn och Liten Falkeholm i Tant Strul), Birgitta Linder, gitarr, Maria Loohufvud, sång, Johan Nordlind, trummor, Annie Hellquist, synt och Maria Thorstensson, synt.